# Janirella hirsuta
Janirella hirsuta är en kräftdjursart som beskrevs av Yakov Avadievich Birstein1963. Janirella hirsuta ingår i släktet Janirella och familjen Janirellidae. Inga underarter finns listade i Catalogue of Life.